# Neoleprea amoyensis
Neoleprea amoyensis är en ringmaskart som beskrevs av Monro 1934. Neoleprea amoyensis ingår i släktet Neoleprea och familjen Terebellidae. Inga underarter finns listade i Catalogue of Life.